# Delta Boötis
Delta Boötis (δ Boo) – gwiazda podwójna w gwiazdozbiorze Wolarza. Znajduje się około 122 lata świetlne od Słońca.

## Nazwa
Gwiazda ta nie ma tradycyjnej nazwy własnej, choć w astrologii jest znana pod nazwą Princeps (z łac. „Książę”). Dla Chińczyków był to jeden z „siedmiu książąt” – chiń. 七公; pinyin Qī gōng.

## Charakterystyka
Jaśniejszy składnik Delta Boötis to żółty olbrzym, należący do typu widmowego G8. Ma temperaturę 4840 K i jasność 59 razy większą niż jasność Słońca, promień 11,2 raza większy niż promień Słońca i masę 2,5 raza większą niż Słońce. Metaliczność tej gwiazdy jest niska, równa 40% słonecznej, ma ona także słabe linie absorpcyjne cyjanu.
Olbrzymowi towarzyszy w ruchu w przestrzeni gwiazda podobna do Słońca, żółty karzeł Delta Boötis B o jasności 7,8m, o temperaturze 5900 K, jasności równej 80% słonecznej i promieniu równym 87% promienia Słońca. Ma wysoką temperaturę jak na gwiazdę o tej jasności, może być w istocie podkarłem, co pasowałoby do niskiej metaliczności składnika A. Składniki dzieli 106,3 sekundy kątowej (pomiar z 2015 r.), a w przestrzeni co najmniej 3800 au. Okres obiegu to co najmniej 120 tysięcy lat.
Delta Boötis A ma także słabszego optycznego towarzysza, składnik C o wielkości 14,3m oddalony o 92,4″ (pomiar z 2013 r.).